# وو فاي (مغنية)
وو فاي (بالصينية: 吴非) هي مغنية صينية، ولدت في 12 مايو 1977 في بكين في الصين.

## وصلات خارجية
- الموقع الرسمي
- وو فاي على موقع ميوزك برينز (الإنجليزية)
- وو فاي على موقع ديسكوغز (الإنجليزية)